# Suhodol Zelinski
 Suhodol Zelinski  falu Horvátországban Zágráb megyében. Közigazgatásilag Szentivánzelinához tartozik.

## Fekvése
Zágrábtól 22 km-re északkeletre, községközpontjától  5 km-re délnyugatra fekszik.

## Története
1431-ben említik a Lužan és Suhodol közötti határt, de a település neve korábban birtokként is előfordul. Neve a szláv "suhi dol" (száraz völgy) szavak összetételéből származik.
A falunak 1857-ben 66,  1910-ben 110 lakosa volt. Trianonig Zágráb vármegye Szentivánzelinai járásához tartozott. 2001-ben 95 lakosa volt.

## Lakosság
| Lakosság változása | Lakosság változása | Lakosság változása | Lakosság változása | Lakosság változása | Lakosság változása | Lakosság változása | Lakosság változása | Lakosság változása | Lakosság változása | Lakosság változása | Lakosság változása | Lakosság változása | Lakosság változása | Lakosság változása |
| ------------------ | ------------------ | ------------------ | ------------------ | ------------------ | ------------------ | ------------------ | ------------------ | ------------------ | ------------------ | ------------------ | ------------------ | ------------------ | ------------------ | ------------------ |
| 1857               | 1869               | 1880               | 1890               | 1900               | 1910               | 1921               | 1931               | 1948               | 1953               | 1961               | 1971               | 1981               | 1991               | 2001               |
| 66                 | 85                 | 99                 | 109                | 123                | 110                | 71                 | 86                 | 97                 | 94                 | 93                 | 88                 | 87                 | 88                 | 95                 |

## Külső hivatkozások
- Szentivánzelina község hivatalos oldala
- Kalinski: Ojkonimija zelinskoga kraja. Zagreb. 1985.